# Biserica Sfânta Sofia din Sofia
Biserica Sfânta Sofia („Sfânta Înțelepciune”) este o biserică din Sofia, datând din perioada Antichității Târzii, când așezarea de numea Serdica (înainte de venirea bulgarilor). Lăcașul este una din cele mai vechi biserici din Europa.